# Mark Williams
Mark James Williams (n. 21 martie 1975, Cwm⁠(d), Blaenau Gwent County Borough, Țara Galilor, Regatul Unit) este un jucător profesionist de snooker, considerat cel mai bun jucător din Țara Galilor. Mark Williams a câștigat de trei ori Campionatul Mondial de snooker, în anii 2000, 2003 si 2018. Datorită abilităților sale remarcabile, Williams primește înalta distincție MBE, adică Membru al Imperiului Britanic. Mark Williams a câștigat în carieră 24 de trofee în turnee de clasament. Williams, prescurtat și Willo, a reușit performanța de a câștiga într-un singur sezon (2002-2003) toate cele trei turnee majore incluse în tripla coroană, Campionatului Mondial, Campionatul Regatului Unit și a Mastersului. Performanța a mai fost realizată de doar doi jucători, Steve Davis și Stephen Hendry, care o înregistraseră înaintea lui Mark Williams. Williams a dorit de mai multe ori să se retragă din snooker, având sezoane extrem de slabe, când ieșea din Top 16, însă a hotărât să rămână, neavând altă resursă financiară mai bună.

## Pre-cariera de profesionist și sezoane

### 1990-1991
Mark Williams este încă amator în sezonul competițional 1990-1991, însă acesta participă la o competiție pentru amatori, 1991 World Masters - Junior Singles, o competiție foarte importantă, unde ajunge destul de ușor în finală. Mark Williams pierde finala cu 6-1 în fața scoțianului John Higgins, însă se hotărăște, sprijinit de tatăl său, să se axeze doar pe snooker. Williams practică în special boxul, și chiar își propune să îi urmeze cariera tatălui, cariera de miner. Astfel că, după multe antrenamente intensive, Williams va deveni profesionist, însă neintrând în marele clasament general mondial.

### 1992-1993
Williams debutează la Dubai Classic în 1992. Mark trece de 8 runde în cadrul Dubai Clasic, dar este eliminat în Last 96 de către Jason Ferguson cu 5-2. Mark Williams, chiar dacă nu a avut rezultate notabile în sezonul 1992-1993, a reușit să câștige multe runde de calificare, și a însemnat foarte mult pentru el că a ajuns ''departe''. Mark Williams reușește să ajungă până în Last 64 la UK Championship, unde îl întâlnește pe legendarul scotian Stephen Hendry, pe care nu-l învinge. Stephen Hendry are o victorie extrem de grea în fața lui Mark, arătând potențialul galezului. Cea mai bună performanță a sezonului o realizează în cadrul European Open, unde Mark ajunge până în Last 16. Williams pierde 5-3 în fața lui Mark Johnston-Allen, dar a câștigat 11 runde pentru a ajunge în Last 16, ceea ce îl face ''ca un finalist'' în zilele de azi.
Williams reușește să mai ajungă în Last 64 în cadrul British Open și International Open din 1993. David Roe îl elimină, din cadrul British Open, cu scorul de 5-1. Pe cealaltă parte, Dene O'Kane îl elimină cu scorul de 5-4. Williams, deși mulțumit cu performanța obținută în sezonul 1992-1993, este înfrânt în prima rundă la campionatul mondial, 5-2 cu Davis Wilson.

### 1993-1994
Mark Williams debutează mai slab în sezonul 1993-1994, este eliminat din primul tur de la Dubai Classic, dar are o performanță bună în Grand Prix. Galezul ajunge până în Last 32, unde pierde bătălia împotriva scotianului Alan McManus, pierzând cu 5-2. Mark Williams, mai slab ca sezonul precedent, ajunge cu greu în Last 32 la European Open, unde este înfrânt cu 5-4 de galezul Darren Morgan, într-un joc tactic cu brakeuri câștigătoare, în general. Deși Williams nu a reușit să meargă prin UK Championship, dar nici prin altele mai mici, a dorit să ajungă departe la Welsh Open. Trece în forță de primele runde, 5-1 și 5-1. În runda a treia, Last 96, Williams se întâlnește cu englezul Ronnie O'Sullivan, care-l învinge cu 5-1.
În ultima parte a sezonului, Williams reușește să își atingă o nouă performanță. Ajunge în Thailand Open, unde trece chiar de John Higgins, 5-4 scor final, și-l întâlnește pe Peter Ebdon. Peter Ebdon se impune, în cadrul Last 48, cu scorul de 5-1. Williams reușește să ajungă până în sferturi în cadrul Strachan Challenge - Event 2, unde e eliminat 5-4 de englezul Troy Shaw. În cadrul British Open, Williams pierde cu 4-3 în fața lui Willie Thorne, însă pierde în Last 64.
Nu ajunge departe la campionatul mondial, abia în Last 96, unde e înfrânt cu 10-6.

### 1994-1995
Mark Williams are un sezon mai bun ca precedentele, chiar dacă îl începe cu stângul. Reușește să câștige o competiție 'minor ranking' în acest sezon. Nu ajunge departe la Dubai, pierde în prima runda chiar, și la Grand Prix câștigă prima rundă. Williams reușește să-l înfrângă pe Rod Lawler cu 9-5 în cadrul finalei de la Benson and Hedges Championship. Pentru finală, Williams trece de alte viitoare vedete ale snookerului(Dominic Dale, Mark Davis, Jamie Burnett). Ajunge departe și în cadrul UK Championship, până în Last 16. Pentru a ajunge în Last 16, Williams trece de maltezul Tony Drago(9-8). În Last 16 este eliminat de John Parrot, tot cu scorul cu care Williams trecea de Tony Drago. Deși Williams a reușit 4 brakeuri de 100, nu s-a putut impune. Ajunge până în Last 16 și în cadrul openului galez, însă pierde în fața legendarului englez Steve Davis, care-l elimina cu 5-3. Steve Davis a câștigat 3/5 cu brakeuri de 100. Primește WildCard pentru Masters, dar este eliminat cu 5-4 de James Wattana în Last 16. În cadrul campionatului mondial, Williams e eliminat de Mark Davis cu scorul de 10-3 (Last 64). 
Williams reușește să termine pe locul 58, având o clasare extrem de bună.

### 1995-1996
Mark Williams, probabil profitând de locul în clasament, reușește să ajungă în fazele superioare ale competițiilor snookeristice. În cadrul Thailand Classic este eliminat de scoțianul Martin Dziewialtowski 5-1, chiar în prima rundă. În cadrul UK Championship ajunge până în sferturile de finală, după ce a trecut de jucători periculoși(Nigel Bond, Gerard Greene, Joe Swail), unde este eliminat 9-6 de John Higgins. În cadrul Mastersului German trece de  Denis Taylor 5-3 în  Last 48, dar este eliminat  5-1 de Alan McManus în Last 32. În 1996 este prima finală pe care o câștigă. Câștiga 5-1 în  Last 96 în fața englezului Burrowks, trece 5-1 de campionul Willie Thorne, 5-3 de irlandezul Ken Doherty,  5-3 de Peter Ebdon, și câștigă finala 9-3 în fața campionului englez John Parrot. 
La Openul International se oprește în Last 32, învins tot de John Higgins  5-2. La openul european e eliminat de galezul Terry Griffiths, iar la British Open de mult mai titratul Ronnie O'Sullivan, învins cu 5-3 în sferturi. La campionatul mondial pierde 10-8 în fața scoțianului Jamie Burnett.

### 1996-1997
Mark Williams debutează pe poziția 16 în clasamentul mondial profesionist.  
Debutează la Asian Clasic, unde îl elimină 5-4 pe Willie Thorne, dar este scos afară de Peter Ebdon în Last 16, cu scorul de 5-1. În cadrul Mastersului Scoțian, Williams trece 5-2 de Nigel Bond, dar e eliminat 6-2 de John Higgins în sferturi. În cadrul Malta Grand Prix trece  5-2 de Ken Doherty în sferturi, dar este eliminat  6-5 de Tony Drago în semifinale.  
În cadrul Grand Prix  trece 5-3 de  Mark Grey, 5-2 de  Steve James,  5-3 de Mark King, 5-3 de Alain Robidoux , 6-1 de John Parrot. Câștigă finala în fața lui  Euan Henderson. Ajunge până în sferturile UK Championship, unde este eliminat de John Higgins 9-6.. Ajunge până în sferturile Germanului, unde e eliminat tot de John Higgins  5-1. Ajunge până în semifinalele openului galez, unde este eliminat  6-5 de Mark King. La International Open este eliminat în Last 16 de către Peter Ebdon,  5-4. Pierde 5-1  la Thailand Open în fața  lui Quinten Hann . În 1997, la British Open, trece de Ebdon 6-5 și ajunge în finală. Se duelează cu Stephen Hendry, pe care-l învinge 9-2. La Campionatul Mondial pierde 13-8 în fața lui Stephen Hendry, în Last 16.

### 1997-1998
În cadrul sezonului 1997-1998, Mark Williams debutează la China International. Evenimentul este unul invitațional, astfel că participă în fața celor mai buni jucători din vreme.În primul tur se întâlnește cu Jimmy White, care-l învinge cu scorul de 5-3. Williams pierde jocul 2 la diferență de 4 puncte, urmând ca jocul 3 să-l piardă la diferență de 20 de puncte (57-53, 59-39).
Williams merge puțin mai optimist la Scottish Masters, turneu tot invitațional, unde îl are ca adversar pe Alan McManus. Deși este puțin mai bine pregătit, Alan în învinge cu scorul de 5-3. Williams câștigă jocul 3 printr-un ''furt'' de joc, 70-74, urmând să câștige 3 jocuri consecutive(74-70, 73-45, 48-47). Cu toate acestea, Williams nu se impune în fața mult prea experimentatului Alan McManus.Sezonul ranked începe în cadrul Grand Prix. Se califică în Last 32, unde este înfrânt de către Matthew Stevens, tot în joc decisiv. Williams revine de la 4-2 la 4-4, dar degeaba.Este invitat la un alt turneu, Malta Grand Prix, unde îl învinge amatorul(astăzi) Alex Borg, cu scorul de 5-3. Borg în conduce .Turneul numărul 2 pe puncte, la care participă Williams, este UK Championsip. Williams e înfrânt 9-1 de Matthew Stevens, reușind să câștige un joc în timpul scorului de 6-0.Participă la German Open, însă este eliminat încă din Last 32(primul tur) de austriacul Quinten Hann cu 5-3.Participă la Premier League, însă pierde majoritatea meciurilor, așadar nu se califică prea departe.În cadrul Openului Galez este eliminat din primul tur, Last 64, de către englezul Nick Walker.Scor final 5-3.
Participă la unul dintre cele mai prestigioase turnee, Mastersul, unde trece 6-4 de Alan McManus, 6-3 de Anthony Hamilton, 6-3 de Steve Davis și are loc una dintre cele mai celebre finale din istoria snookerului, în fața lui Stephen Hendry. Williams câștigă la bila neagră, 10-9, după ce Hendry o ratează la buzunar de mijloc dintr-o poziție extrem de ușoară, astfel că ratarea a fost neașteptată. Este primul titlu foarte important câștigat de Williams.Participă și la Scottish Open, dar e eliminat de Peter Lines cu 5-3 în primul tur, mai apoi de Ronnie la Charity Challenge (invitational).În cadrul Thailand Masters e eliminat 5-4 de Stephen Hendry. În cadrul Irish Masters este eliminat 6-3 de John Parrot. Este pregătit pentru British Open, un alt turneu de prestigiu. Trece 5-2 de David Gray, în Last 64. Se impune 5-1 în fața lui Joe Swail, în Last 32. Cu mari probleme trece de Gary Wilkinson, 5-4. În cadrul sferturilor de finală îl întâlnește pe Ronnie O'Sullivan, Williams reușind un brake de 100, și 4 peste 50, în timp ce Ronnie reușește doar 2 de peste 50. Williams se impune 5-4.Semifinala este pierdută în fața lui John Higgins, 6-4.
Sezonul se apropie de final odată cu Campionatul Mondial. Williams trece dramatic de Quinten Hann, cu 10-9 în Last 32. Cu mai puține probleme trece de Steve Davis, 13-6. Un alt meci problemă apare în sferturile de finală, unde trece de Ebdon cu 13-11. În semifinală nu se mai poate impune, Doherty dorește titlul de campion mondial și câștigă 17-14.
Ca un ultim turneu înainte de final de sezon, Williams participă la Pontis Professional, turneu la care trece de Neal Foulds 5-2, Ken Doherty 6-3 și câștigă 9-6 în fața lui Martin Clark.

### 1998-1999
Sezonul începe cu Scottish Masters, turneu invitațional. Williams pierde în sferturi 6-5 în fața lui Ronnie.Nu are succes nici în Grand Prix, unde pierde 5-4 în fața lui Darren Morgan. În cadrul UK Championship trece 9-4 de Dominic Dale, dar pierde 9-4 în fața lui Dave Harold(Last 16). Este reinvitat la Malta Grand Prix, unde pierde 6-2 în semifinale, în fața lui Doherty. Este invitat la Mastersul German, fiind înfrânt în finală de John Parrott cu 6-4. Participă la Irish Open, unde trece 5-3 de prietenul bun Lee Walker(viitor antrenor), 5-0 de Graeme Dott, 5-1 de Doherty, 6-1 de Parrott. Câștigă finala 9-4 în fața lui McManus. În cadrul Premier League trece de grupe, dar pierde 6-2 cu Higgins în semi-finale. Participă la Openul Galez, unde trece 5-2 de Neal Foulds, 5-0 de Chris Small, 5-0 de McManus, 5-4 de Steve Davis, 6-2 de Ronnie O'Sullivan. Câștigă finala 9-8 în fața lui Hendry. Nu își apără titlul la Masters, pierzând 6-4 în sferturi, chiar în fața lui McManus. În cadrul openului Scotian pierde 5-0 în sferturi, în fața lui Doherty. Pierde 5-3 cu Marco Fu la Charity Challenge.
În cadrul Mastersului din Tailanda trece 5-3 de Hugh Abernethy, 5-2 de Euan Handerson, 5-2 de Hendry, 6-2 de Parrott și câștigă finala 9-7 cu McManus. În cadrul China International trece 5-0 de conaționalul Dominic Dale, dar pierde 5-2 în fața conaționalului Paul Davies. Pierde 6-2 cu Jimmy White, la Mastersul Irlandez, urmând să piardă 5-4 și la Openul Britanic în Last 16. De data asta trece de semifinala campionatului mondial, 17-10 în fața lui Higgins, dar pierde 18-11 cu Stephen Hendry. Nu își apără titlul de la Pontis, pierzând 6-4 cu Jimmy White.

### 1999-2000
Sezonul 1999-2000 îl debutează la Millennium Cup, câștigând 5-1 în fața lui Chan Wai Tat, dar pierde 6-5 semifinala cu Ronnie O'Sullivan. Ajunge în finala Champions Cup, trecând în semifinală de Ronnie cu 5-4. Pierde finala 7-5 cu Hendry. Ajunge până în sferturi la British Open, eliminat 5-2 de Steve Davis. Ajunge în semifinala mastersului scoțian, unde pierde 6-2 cu Matthew Stevens. Se califică până în finala  Grand Prix, dar o pierde în fața lui John Higgins cu 9-8. În cadrul UK Championship trece 9-0 de Mark Selby, 9-4 de Michael Judge, 9-8 de Jimm White, 9-1 de Darren Morgan, 9-6 de Hendry, câștigă finala 10-8 în fața lui Matthew Stevens. Merge la openul chinez, unde ajunge în sferturi, eliminat de Stephen Lee cu 5-4. Dispută și finala Premier League, însă o pierde 9-5 în fața lui Hendry. Este eliminat în decisiv de Matthew Stevens, 5-4, în cadrul Openului Galez. La Masters pierde cu Stephen Lee chiar în sferturi, 6-4. Este într-o nouă finală la Malta Grand Prix, turneu pe puncte de data aceasta, pierzând 9-3 cu Doherty. Își apără titlul de la Thailand Masters,trecând 5-4 de Terry Murphy, 5-3 de Joe Perry, 5-3 de Stephen Lee,5-1 de Dominic Dale. Finala o câștigă 9-5 în fața lui Stephen Hendry. Pierde 6-3 cu John Parrot la Mastersul Irlandez, dar ajunge în finala Openului Scoțian, pe care o pierde 9-1 în fața lui Ronnie O'Sullivan. Ajuns într-o semifinală și o finală, Williams se pune pe campionatul mondial cu toată puterea. Trece 10-4 de John Read, 13-9 de Drew Henry,  13-5 de Fergal O'Brian, 17-15 de John Higgins,. În finală în învinge pe Matthew Stevens, care reușise 5 brakeuri de peste 100 de puncte, williams doar 2. Își încheie repede sezonul, la Pontis fiind eliminat 5-3.

### 2000-2001
Noul sezon începe cu Champions Cup, unde ajunge în finală în fata lui Ronnie. Este infrant, insa, 7-5 de Ronnie. Campionul Mondial pleacă repede și de la British Open, fiind eliminat 5-3 de Mark King.O evoluție foarte bună are loc la Grand Prix, unde trece 5-3 de Billy Snaddon, 5-1 de Mark King, 5-3 de Paul Hunter, 6-2 de Jimmy White. Campionul Mondial se impune 9-5 în finala disputată în fața lui Ronnie O'Sullivan. Mai apoi este eliminat 6-5 în semifinalele Mastersului Scoțian. Ajunge până în finala UK Championship, însă este eliminat 10-4 de John Higgins, după ce Williams a reușit performanța de a trece 9-4 de Ronnie în semifinală. Ajunge într-o altă finală, disputată în fața lui Ronnie, China Open. Pierde 9-3, Ronnie nedând foarte multe șanse. Nu se califică departe la Premier Group, la Openul Galez este eliminat 6-3 în semifinale de Doherty. Pierde în prima rundă de Masters, 6-5 cu Fergal O'Brian. Ajuns într-o altă finală, Williams pierde 7-1 cu Hendry. Mastersul Tailandez este părăsit cu scorul de 5-4 în Last 16, învins de către John Parrott. Este eliminat 6-3 de Hendry în semifinalele Mastersului Irlandez. Ajunge în Last 16, unde este eliminat de Joe Swail cu 13-12 la Campionatul Mondial.

### 2001-2002
Mark Williams începe anul snookeristic în cadrul  Champions Cup. În grupele turneului pierde un singur meci,  5-4 cu John Higgins, câștigând în fața lui Hendry și Hunter. Trece 5-2 de Ebdon, în semifinale, dar pierde finala cu  Higgins(7-4). Participă la Openul Britanic unde pierde în Last 16. Este înfrânt de englezul Ali Carter cu  5-2. Participă la LG Cup, ajunge până în sferturile de finală  unde e înfrânt de  Hendry cu 5-2. Nu are mare succes la Openul European, fiind înfrânt  de Joe Perry cu 6-2 în semifinale.  Tot în semifinale pierde și în cadrul UK Championship, 9-6 în fața lui Ronnie O'Sullivan. Ajunge în finala Mastersului de la Londra, ediția 2002,  unde pierde într-un meci ce are nevoie de decipsiv. Este înfrânt 10-9 de Paul Hunter. Cu toate acestea, Williams prinde încredere pentru Openul Chinez, unde trece, printre altele, de Steve Davis 5-2 și John Higgins 6-2. Câștigă finala cu Anthony Hamilton 9-8, după ce Hamilton a condus 8-5. Participă cu mai mare încredere la Thailand Masters, unde trece de Paul Hunter cu 5-0, de Ronnie 5-2 și de Stephen Lee  9-4 în finală. Williams câștigă 2 turnee consecutive. Pierde rapid în Scottish Open, 5-3 cu Jimmy White în Last 16. La campionatul mondial, Anthony Hamilton își va lua revanșa pe finala pierdută, 13-9 în Last 16.

### 2002-2003
Mark începe noul sezon cu o înfrângere 6-0. Turneul este Scottish Masters, Duelistul Stephen Lee.  Practic, Williams a făcut brakeuri sub 20. În cadrul LG Cup pierde 5-1 cu Steve Davis în Last 16. Abia la Openul Britanic are o performanță mai bună, unde pierde abia în semifinale, 6-3  cu Ian McCulloch. Are un parcurs foarte bun la UK Championship, 9-2 în fața lui Hendry, 9-3 pe Ebdon și câștigă 10-9 în fața lui Doherty. Pierde finala Premier League, 9-5 înfrânt de Marco Fu. Mai pierde o finală, 9-5 în fața lui Stephen Hendry în cadrul Openului Galez 2003. La Masters trece 6-3 de Graeme Dott, John Higgins și Paul Hunter, câștigând finala 10-4 în fața lui Hendry. În cadrul Openului European, Williams e înfrânt în semifinale de Hendry, 6-3 scor final.Primește o altă înfrângere în sferturile  Mastersului Irlandez, 6-1 înfrânt de Paul Hunter. În Last 16 îl înfrânge și Joe Swail la Openul Scotian, scor 5-3. Are un parcurs lejer la Campionatul Mondial, 10-2 trece de Stuart Pettman, 13-2 de Quinten Hann, 13-7 de Stephen Hendry, 17-8 de Stephen Lee. Câștigă finala C.M în fața lui Ken Doherty, 18-16 scor final. Williams câștigă tripla coroană într-un sezon.

### 2003-2004
Williams incepe cu o victorie 9-5 în fața lui John Higgins în finala LG Cup. Are o evoluție bună și la  Openul Britanic, dar pierde în sferturi 5-1 cu Matthew Stevens. În cadrul UK Championship pierde 9-7 cu Fergal O'Brian, înfrângerea vine în prima rundă.Este înfrânt 6-4 de Hendry în semifinalele Premier League. Nu poate să-și apere titlul de Masters, pierde 6-5 cu Paul Hunter în sferturi.  Hamilton îl elimină de la Openul European cu 5-1 în prima rundă. Nu îl iartă nici în cadrul Mastersului Irlandez, îl scoate 5-2 în runda a doua. Ajunge până în sferturile de finală ale  Players Championship, unde este eliminat de  Ebdon cu 5-3. Nu poate să-și apere titlul nici de campion mondial, deși îl elimină pe Dominic Dale 10-7. Pierde 13-11 cu Joe Perry.

### 2004-2005
După un sezon slab, însă nu foarte slab datorită turneului câștigat chiar din început, Williams începe cu o eliminare rapidă din cadrul Grandprix. Acesta pierde  5-2 cu Michael Judge. Este eliminat de Anthony Hamilton în cadrul  Last 16 a Openului Britanic. Pleacă 9-3 din prima rundă a UK Championship, eliminat chiar de Mark King. Pare să joace mai bine la Premier League, unde ajunge în finală. Finala o pierde 6-0 în fața lui Ronnie O'Sullivan. Este eliminat 5-4 de Ali Carter în prima rundă a  Openului Galez, tot în prima rundă în Cupa Maltei, de către Neil Robertson, 5-1. Pierde cu Jimmy White în runda a doua a Mastersului, 6-5 pentru Jimmy White. Ajunge până în semifinalele Mastersului Irlandez, dar e eliminat de Ronnie cu 9-5. Pierde în sferturile Openului Chinez, 5-2 cu Alan McManus. Este eliminat 13-12 de Ian la Campionatul Mondial. Williams are unul dintre cele mai slabe sezoane snookeristice.

### 2005-2006
Nu dă semne de revenire nici în noul sezon, ba chiar dă semne de slăbiciune, de o posibilă retragere.  Pierde 4-3 cu Maguire în cadrul Trofeul Irlandez de Nord. Pierde tot în prima rundă și în cadrul  Grand Prix, înfrânt de Fergal 5-3. Este spulberat 9-3 de Stephen Hendry la UK Championship. În cadrul Mastersului pierde  6-4 cu Alan McManus. Pierde în sferturile din Cupa Maltei, 5-3 cu Dominic Dale. Tot în sferturi ajunge la Openul Galez, unde este înfrânt 5-2 de Shaun Murphy. Openul Chinez îl ajută pe Williams să supraviețuiască printre jucătorii de snooker. Începe cu 5-2 în fața lui Drew Hendry, 5-0 în fața lui  Scott MacKenzie și 5-1 de Hendry, bătând 3 scoțieni la rând.  Williams are o finală cu un chinez, Ding Junhui, de care trece 6-2, după care întâlnește un alt scoțian, pe John Higgins, pe care-l înfrânge 9-8. Ajunge până în sferturile Campionatului Mondial, unde pierde 13-11 cu Ronnie O'Sullivan.

### 2006-2007
Williams începe noul sezon mai bine ca anterioarele. Nu mai pierde în prima rundă, însă pierde în runda a doua a ,,Trofeul Irlandei de Nord'', 5-2 cu Ryan Day. Este invitat la Pot Black, unde trece 1-0 de Shaun Murphy, 1-0 de Doherty, 1-0 de John Higgins, astfel câștigând finala în fața lui Higgins. Pierde în grupele Grand Prix, pierzând 2/3 meciuri. Este eliminat în runda a doua a UK Championship de Stephen Hendry, scor  9-6.  Tot o înfrângere are și în cadrul Masters, doar că în prima rundă. Robertson trece 6-0 de acesta. Este eliminat 5-4 de la Cupa Maltei, chiar de cștre Fergal O'Brian, urmând să fie eliminat 5-4 și de la Openul Galez. Tot în prima rundă pierde în cadrul Openului Galez, 5-1, la fel și în campionatul mondial, 10-9.

### 2007-2008
Williams începe cu o nouă eliminare,  Shanghai Masters îi aduce o eliminare în fața lui Stuart Bigham, 5-2 pentru englez.  Dott nu îl lasă pe Williams să-și apere titlul, eliminând pericolul din prima rundă, 1-0.  Pierde în grupele Grand Prix, urmând să piardă în prima rundă în ,,Trofeul Irlandei de Nord''.  Ajunge până în sferturile UK Championship, unde este eliminat de Hendry cu 9-5. Alt turneu, altă înfrângere. Williams pierde 6-2 în cadrul Mastersului, în fața lui Doherty. Pierde în grupele Malta Cup. Eliminat este și la Openul Galez, chiar din runda a doua. Shaun îl elimină 5-2. Pierde și în cadrul Championship League, chiar în primele grupe. În cadrul Openului Chinez parcurge 3 runde. Îl înfrânge Ryan Day 5-3. Deși trece 10-3 la Campionatul Mondial, de englezul Mark Davis, Ronnie îl elimină cu 13-7, fără pic de emoție!

## Amănunte personale
Williams e un fan de poker.Este mândru de originile lui galeze, având tatuaj cu un dragon galez care înghite steagul Angliei. E fan al echipei Manchester United. Împreună cu soția sa are 3 copii:: Connor (2004), Kian (2007) și Joel (2013). Williams e prieten bun cu Matthew Stevens și Stephen Hendry, Joe Perry, Lee Walker și Michael Holt, dar și cu Joe Calzaghe. Williams primește distincția  MBE în iunie 2004.

## Finalele carierei

### Finale în turnee de clasament: 43 (26 de titluri)
| Legendă                          |
| Campionatul Mondial (3–2)        |
| Campionatul Regatului Unit (2–2) |
| Altele (21–13)                   |

| Rezultat | Nr. | An   | Turneu                           | Adversar în finală | Scor          | Ref.   |
| -------- | --- | ---- | -------------------------------- | ------------------ | ------------- | ------ |
| Campion  | 1.  | 1996 | Openul Galez                     | John Parrott       | 9–3           | [ 10 ] |
| Campion  | 2.  | 1996 | Marele Premiu                    | Euan Henderson     | 9–5           | [ 11 ] |
| Campion  | 3.  | 1997 | Openul Britanic                  | Stephen Hendry     | 9–2           | [ 12 ] |
| Campion  | 4.  | 1998 | Openul Irlandez                  | Alan McManus       | 9–4           | [ 13 ] |
| Campion  | 5.  | 1999 | Openul Galez (2)                 | Stephen Hendry     | 9–8           | [ 10 ] |
| Campion  | 6.  | 1999 | Mastersul Thailandei             | Alan McManus       | 9–7           | [ 14 ] |
| Finalist | 1.  | 1999 | Campionatul Mondial              | Stephen Hendry     | 11–18         | [ 15 ] |
| Finalist | 2.  | 1999 | Marele Premiu                    | John Higgins       | 8–9           | [ 11 ] |
| Campion  | 7.  | 1999 | Campionatul Regatului Unit       | Matthew Stevens    | 10–8          | [ 16 ] |
| Finalist | 3.  | 2000 | Marele Premiu al Maltei          | Ken Doherty        | 3–9           | [ 17 ] |
| Campion  | 8.  | 2000 | Mastersul Thailandei (2)         | Stephen Hendry     | 9–5           | [ 14 ] |
| Finalist | 4.  | 2000 | Openul Scoțian                   | Ronnie O'Sullivan  | 1–9           | [ 18 ] |
| Campion  | 9.  | 2000 | Campionatul Mondial              | Matthew Stevens    | 18–16         | [ 15 ] |
| Campion  | 10. | 2000 | Marele Premiu (2)                | Ronnie O'Sullivan  | 9–5           | [ 11 ] |
| Finalist | 5.  | 2000 | Campionatul Regatului Unit       | John Higgins       | 4–10          | [ 16 ] |
| Finalist | 6.  | 2000 | Openul Chinei                    | Ronnie O'Sullivan  | 3–9           | [ 19 ] |
| Campion  | 11. | 2002 | Openul Chinei                    | Anthony Hamilton   | 9–8           | [ 19 ] |
| Campion  | 12. | 2002 | Mastersul Thailandei (3)         | Stephen Lee        | 9–4           | [ 14 ] |
| Campion  | 13. | 2002 | Campionatul Regatului Unit (2)   | Ken Doherty        | 10–9          | [ 16 ] |
| Finalist | 7.  | 2003 | Openul Galez                     | Stephen Hendry     | 5–9           | [ 10 ] |
| Campion  | 14. | 2003 | Campionatul Mondial (2)          | Ken Doherty        | 18–16         | [ 15 ] |
| Campion  | 15. | 2003 | Cupa LG (3)                      | John Higgins       | 9–5           | [ 11 ] |
| Campion  | 16. | 2006 | Openul Chinei (2)                | John Higgins       | 9–8           | [ 19 ] |
| Campion  | 17. | 2010 | Openul Chinei (3)                | Ding Junhui        | 10–6          | [ 19 ] |
| Finalist | 8.  | 2010 | Campionatul Regatului Unit (2)   | John Higgins       | 9–10          | [ 16 ] |
| Campion  | 18. | 2011 | Mastersul German                 | Mark Selby         | 9–7           | [ 13 ] |
| Finalist | 9.  | 2011 | Openul Australian                | Stuart Bingham     | 8–9           | [ 20 ] |
| Finalist | 10. | 2011 | Mastersul de la Shanghai         | Mark Selby         | 9–10          | [ 19 ] |
| Finalist | 11. | 2015 | Finala Players Tour Championship | Joe Perry          | 3–4           | [ 21 ] |
| Finalist | 12. | 2017 | Openul Chinei                    | Mark Selby         | 8–10          | [ 22 ] |
| Campion  | 19. | 2017 | Openul Irlandei de Nord          | Yan Bingtao        | 9–8           | [ 23 ] |
| Campion  | 20. | 2018 | Mastersul German (2)             | Graeme Dott        | 9–1           | [ 24 ] |
| Campion  | 21. | 2018 | Campionatul Mondial (3)          | John Higgins       | 18–16         | [ 25 ] |
| Campion  | 22. | 2018 | Openul Mondial                   | David Gilbert      | 10–9          | [ 26 ] |
| Finalist | 13. | 2019 | Campionatul Chinei               | Shaun Murphy       | 9–10          | [ 27 ] |
| Campion  | 23. | 2021 | WST Pro Series                   | Ali Carter         | Faza grupelor |        |
| Campion  | 24. | 2021 | Openul Britanic (2)              | Gary Wilson        | 6–4           |        |
| Finalist | 14. | 2022 | Shoot Out                        | Hossein Vafaei     | 0–1           |        |
| Finalist | 15. | 2023 | Championship League              | Shaun Murphy       | 0–3           |        |
| Campion  | 25. | 2023 | Openul Britanic (3)              | Mark Selby         | 10–7          |        |
| Campion  | 26. | 2024 | Tour Championship                | Ronnie O'Sullivan  | 10–5          |        |
| Finalist | 16. | 2024 | Saudi Arabia Snooker Masters     | Judd Trump         | 9–10          |        |
| Finalist | 17. | 2025 | Campionatul Mondial              | Zhao Xintong       | 12–18         |        |

### Finale în turnee minore: 3 (2 titluri)
| Rezultat | Nr. | An   | Turneu                              | Adversar în finală | Scor | Ref.   |
| -------- | --- | ---- | ----------------------------------- | ------------------ | ---- | ------ |
| Campion  | 1.  | 2010 | Players Tour Championship – Event 1 | Stephen Maguire    | 4–0  | [ 28 ] |
| Campion  | 2.  | 2013 | Rotterdam Open                      | Mark Selby         | 4–3  | [ 29 ] |
| Finalist | 1.  | 2015 | Gdynia Open                         | Neil Robertson     | 0–4  | [ 30 ] |

### Finale în turnee invitaționale: 23 (8 titluri)
| Legendă                     |
| The Masters (2–2)           |
| Campionul Campionilor (1–0) |
| Premier League (0–3)        |
| Altele (7–10)               |

| Rezultat | Nr. | An   | Turneu                            | Adversar în finală | Scor | Ref.   |
| -------- | --- | ---- | --------------------------------- | ------------------ | ---- | ------ |
| Campion  | 1.  | 1994 | Campionatul Benson & Hedges       | Rod Lawler         | 9–5  | [ 31 ] |
| Finalist | 1.  | 1995 | WPBSA Minor Tour – Event 6        | Drew Henry         | 5–6  | [ 32 ] |
| Campion  | 2.  | 1998 | The Masters                       | Stephen Hendry     | 10–9 | [ 33 ] |
| Campion  | 3.  | 1998 | Pontins Professional              | Martin Clark       | 9–6  | [ 34 ] |
| Finalist | 2.  | 1998 | Mastersul German                  | John Parrott       | 4–6  | [ 13 ] |
| Finalist | 3.  | 1999 | Cupa Campionilor                  | Stephen Hendry     | 5–7  | [ 35 ] |
| Finalist | 4.  | 2000 | Premier League                    | Stephen Hendry     | 5–9  | [ 36 ] |
| Finalist | 5.  | 2000 | Cupa Campionilor (2)              | Ronnie O'Sullivan  | 5–7  | [ 35 ] |
| Finalist | 6.  | 2001 | Marele Premiu al Maltei           | Stephen Hendry     | 1–7  | [ 17 ] |
| Finalist | 7.  | 2001 | Cupa Campionilor (3)              | John Higgins       | 4–7  | [ 35 ] |
| Finalist | 8.  | 2002 | The Masters                       | Paul Hunter        | 9–10 | [ 33 ] |
| Campion  | 4.  | 2003 | The Masters (2)                   | Stephen Hendry     | 10–4 | [ 33 ] |
| Finalist | 9.  | 2003 | Premier League (2)                | Marco Fu           | 5–9  | [ 36 ] |
| Finalist | 10. | 2005 | Premier League (3)                | Ronnie O'Sullivan  | 0–6  | [ 36 ] |
| Campion  | 5.  | 2006 | Pot Black                         | John Higgins       | 1–0  | [ 37 ] |
| Finalist | 11. | 2009 | Campionatul Mondial 6-Bile Roșii  | Mark Davis         | 3–6  |        |
| Campion  | 6.  | 2010 | Finnish Challenge                 | Robin Hull         | 6–1  | [ 38 ] |
| Campion  | 7.  | 2015 | Campionatul Mondial al Seniorilor | Fergal O'Brien     | 2–1  | [ 39 ] |
| Finalist | 12. | 2015 | General Cup                       | Marco Fu           | 3–7  |        |
| Campion  | 8.  | 2017 | Campionatul Mondial 6-Bile Roșii  | Thepchaiya Un-Nooh | 8–2  |        |
| Finalist | 13. | 2018 | Masterul din Macao 6-Bile Roșii   | Barry Hawkins      | 2–3  |        |
| Finalist | 14. | 2021 | Championship League Invitational  | Kyren Wilson       | 2–3  | [ 40 ] |
| Finalist | 15. | 2023 | The Masters (2)                   | Judd Trump         | 8–10 |        |
| Campion  | 9.  | 2023 | Macau Masters – Event 2           | Jack Lisowski      | 9–6  |        |
| Campion  | 10. | 2024 | Campionul Campionilor             | Xiao Guodong       | 10–6 |        |

### Finale Pro-am: 8 (5 titluri)
| Rezultat | Nr. | An   | Turneu                            | Adversar în finală | Scor | Ref.   |
| -------- | --- | ---- | --------------------------------- | ------------------ | ---- | ------ |
| Campion  | 1.  | 1995 | Pontins Spring Open               | Peter Ebdon        | 7–4  | [ 41 ] |
| Campion  | 2.  | 2003 | TCC Open Snooker Championship     | Darren Morgan      | 6–1  | [ 42 ] |
| Campion  | 3.  | 2004 | TCC Open Snooker Championship (2) | Darren Morgan      | 7–6  | [ 42 ] |
| Finalist | 1.  | 2006 | TCC Open Snooker Championship     | Paul Davies        | 4–7  | [ 42 ] |
| Finalist | 2.  | 2008 | TCC Open Snooker Championship (2) | Lee Walker         | 5–7  | [ 42 ] |
| Finalist | 3.  | 2009 | TCC Open Snooker Championship (3) | Darren Morgan      | 4–7  | [ 43 ] |
| Campion  | 4.  | 2010 | Finnish Snooker Challenge         | Robin Hull         | 6–1  | [ 44 ] |
| Campion  | 5.  | 2012 | Austrian Open                     | Matthew Couch      | 6–5  | [ 45 ] |

### Finale pe echipe: 4 (2 titluri)
| Rezultat | Nr. | An   | Turneu                | Echipă                        | Adversar(i) în finală                            | Scor | Ref.   |
| -------- | --- | ---- | --------------------- | ----------------------------- | ------------------------------------------------ | ---- | ------ |
| Campion  | 1.  | 1999 | Cupa Națiunilor       | Țara Galilor                  | Scoția                                           | 6–4  | [ 46 ] |
| Finalist | 1.  | 2000 | Cupa Națiunilor       | Țara Galilor                  | Anglia                                           | 4–6  | [ 46 ] |
| Campion  | 2.  | 2017 | CVB Snooker Challenge | Marea Britanie                | China                                            | 26–9 |        |
| Finalist | 2.  | 2018 | Mastersul din Macao   | Joe Perry Marco Fu Zhang Anda | Barry Hawkins Ryan Day Zhao Xintong Zhou Yuelong | 1–5  |        |

### Finale la amatori: 1
| Rezultat | Nr. | An   | Turneu                                     | Adversar în finală | Scor |
| -------- | --- | ---- | ------------------------------------------ | ------------------ | ---- |
| Finalist | 1.  | 1991 | Mita/Sky World Masters – Junior (Under 16) | John Higgins       | 1–6  |